# Encrateola glabra
Encrateola glabra là một loài tò vò trong họ Ichneumonidae.